# Palmerino di Guido
Palmerino di Guido est un peintre italien de la première moitié du Trecento (XIVe siècle italien), qui vécut et travailla à Assise, en Ombrie, en Italie.

## Biographie
On trouve plusieurs traces de lui :
- Palmerino pictor de Senis, peintre siennois résident à Assise en 1299 ;
- Palmerutius Guidi, payant taxe à Gubbio en 1301 ;

Il est le père de Guiduccio Palmerucci, lui aussi peintre. 
Il est probablement également le Maestro Espressionista di Santa Chiara qui exécuta les fresques de l'église de la sainte à Assise,,,,.
Palmerino di Guido était un collaborateur et disciple de Giotto. Il a principalement travaillé aux fresques de la basilique Saint-François d'Assise (1307) : 
- La Légende de saint François, église supérieure,
- Les fresques de la chapelle Saint-Nicolas de l’église inférieure (1307).

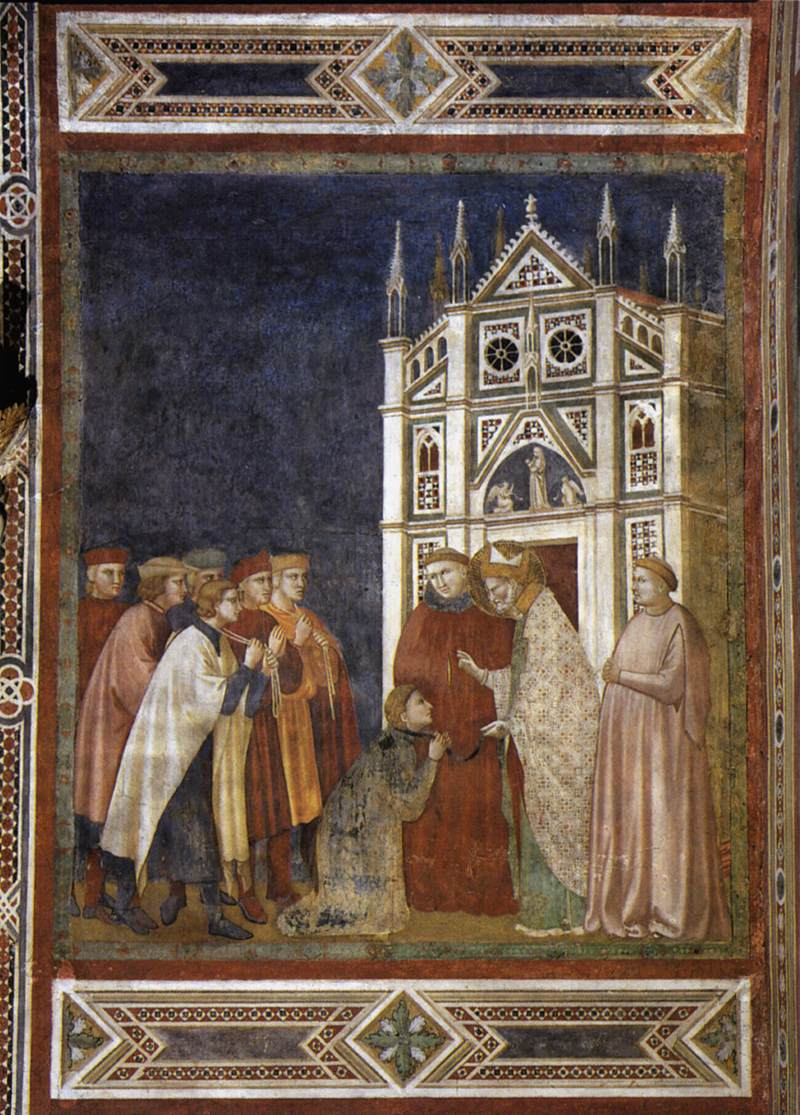
Saint Nicolas pardonne au consul.
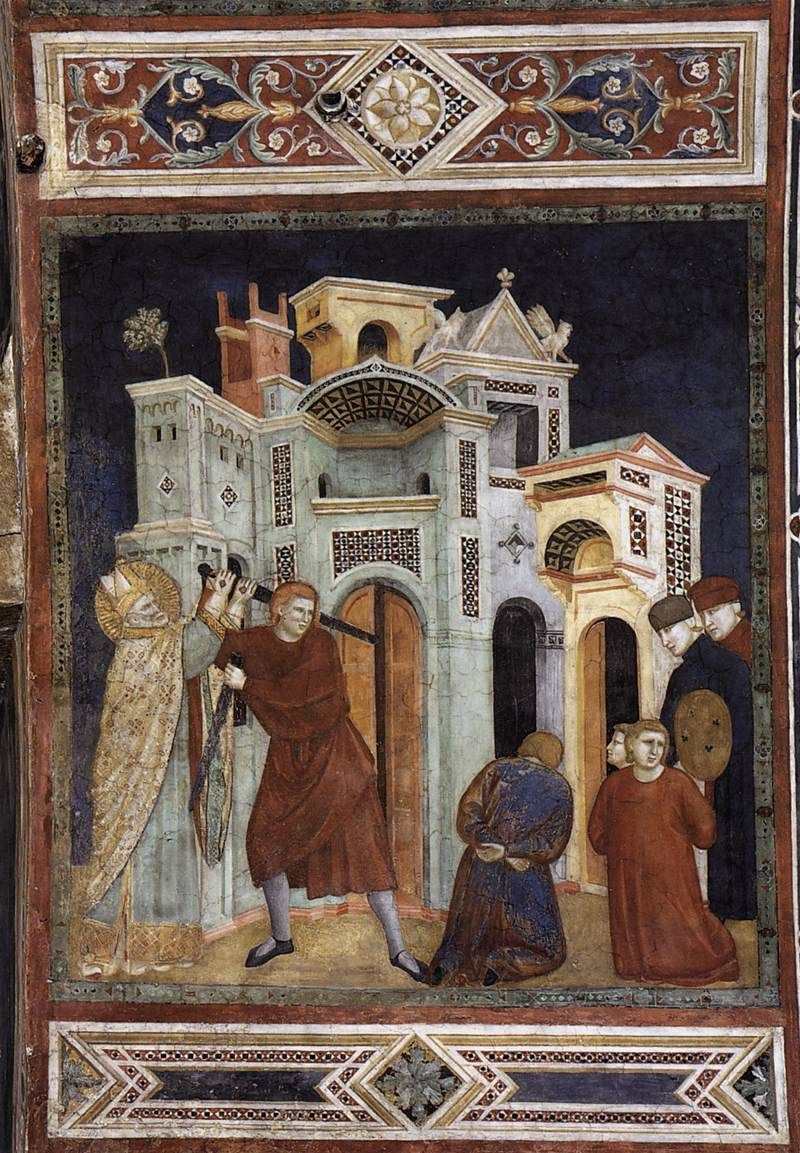
Saint Nicolas sauve trois innocents de la décapitation.
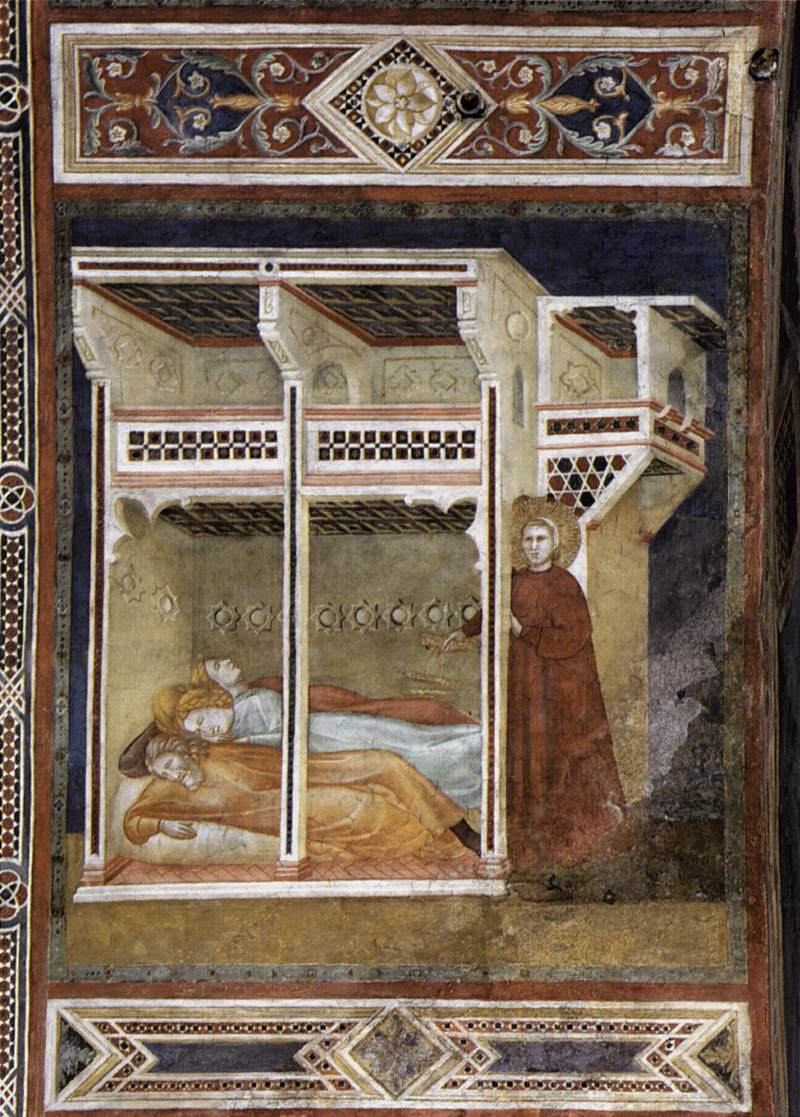
Saint Nicolas jette des pièces d'or à trois jeunes filles pauvres.

On lui doit également :
- Maestà (1321), Salecta Dominorum Consolorum, Palazzo dei Consoli, Gubbio.